# 溴酸盐
溴酸盐是溴酸形成的盐类，含有三角锥型的溴酸根离子—BrO3−，其中溴的氧化态为+5。溴酸盐（如溴酸钡、溴酸银等）都可溶于水，一些碱式盐除外。

## 制备
溴酸盐可由臭氧氧化溴离子得到，净反应为：
Br− + O3 → BrO3−
用阳极、二氧化氯等氧化剂氧化溴离子时，都会产生溴酸根离子。
实验室中，溴酸盐可通过将溴单质溶于氢氧化物浓溶液中制得，如：
Br2 + 2OH− → Br− + BrO− + H2O
3BrO− → BrO3−+ 2Br−

## 安全性
溴酸盐被认为是可能的致癌物质，其中溴酸钾的评级为2B类。饮用水在用臭氧消毒时，会将其中的溴化物氧化为溴酸盐。Dasani瓶装水由于检测出有溴酸盐而在英国被产品召回。